# بروتيوس (لعبة فيديو)
بروتيوس (بالإنجليزية: Proteus)‏ ، هي لعبة إلكترونية من نوع العالم المفتوح، أنتجت عام 2013م وصدرت لنظام ويندوز، وفي عام 2014م، تمت ادراجها في متجر بلاي ستيشن وتعمل لنظامي بلاي ستيشن 3 وبلاي ستيشن فيتا.

## قصة اللعبة
تبدأ القصة لإنسان ضل الطريق في منطقة الغابة فتعرف على الطبيعة والمخلوقات وتفاجأ نفسه أنه يواجه غرائب الطبيعة ويأمل في أن يرى شعاع النور في ظلمة الليل.